# Francisco (Mond)
Francisco (auch Uranus XXII) ist der neunzehntinnerste der 27 bekannten und der innerste der äußeren retrograden irregulären Monde des Planeten Uranus. Er ist einer der kleineren natürlichen Satelliten des Planeten.

## Entdeckung und Benennung
Francisco wurde am 13. August 2001 durch ein Team bestehend aus den Astronomen Matthew J. Holman, John J. Kavelaars, Dan Milisavljevic und Tommy Grav auf fotografischen Aufnahmen ungefähr zur gleichen Zeit wie der äußerste bekannte Uranusmond Ferdinand entdeckt. Die Aufnahmen wurden durch das 4,0-Meter Blanco Teleskop am Cerro Tololo Inter-American Observatory in Chile angefertigt. Bald nach den Aufnahmen, auf denen auch Ferdinand, Trinculo und eigentlich auch Margaret zu sehen waren, verloren die Astronomen unglücklicherweise die Spur des Mondes wieder, obwohl drei weitere Beobachtungen gemacht wurden. Da die Umlaufbahn daher nicht gesichert werden konnte, entschied die Internationale Astronomische Union, die Entdeckung nicht zu veröffentlichen. Es war Brett J. Gladman, der Francisco im September 2003 auf Aufnahmen von 2002 mit dem 8,2-Meter Very Large Telescope in Chile wieder aufspürte. Die Entdeckung wurde am 7. Oktober 2003 bekannt gegeben; der Mond erhielt zunächst die vorläufige Bezeichnung S/2001 U 3.
Am 29. Dezember 2005 hat der Mond dann den offiziellen Namen Francisco erhalten, wie alle irregulären Uranusmonde außer Margaret nach einer Gestalt in William Shakespeares Der Sturm. Francisco ist ein Edelmann, der mit König Alonso (dem Vater von Ferdinand) und anderen Schiffbruch erlitten hat. Er versuchte den König wegen des vermuteten Verlustes seines Sohnes Ferdinand zu trösten.
Bislang wurden alle Uranusmonde nach Figuren von Shakespeare oder Alexander Pope benannt. Die ersten vier entdeckten Uranusmonde (Oberon, Titania, Ariel, Umbriel) wurden nach Vorschlägen von John Herschel, dem Sohn des Uranus-Entdeckers Wilhelm Herschel, benannt. Später wurde die Tradition der Namensgebung beibehalten.

## Bahneigenschaften

Einordnung in die irregulären Monde

Francisco umkreist Uranus auf einer retrograden, für einen irregulären Mond relativ leicht elliptischen Umlaufbahn zwischen 3.710.000 und 4.840.000 km von dessen Zentrum (Große Bahnhalbachse 4.276.000 km). Die Bahnexzentrizität beträgt 0,1324, die Bahn ist 147,25° gegenüber der Ekliptik geneigt. Francisco ist über 7-mal so weit von Uranus entfernt wie der äußerste reguläre Mond Oberon.
Bedingt durch die große Distanz zu Uranus und gravitative Störungen durch die Sonne und andere Faktoren sind die Bahnparameter dadurch möglicherweise variabel; der Mond könnte vielleicht auch (wieder) in eine heliozentrische Umlaufbahn gelangen.
Francisco ist ein Mitglied der Caliban-Gruppe, einer Untergruppe der irregulären Monde mit moderater Exzentrizität und hohen Bahnneigungen zwischen 140 und 170°, zu der auch Caliban, Stephano und Trinculo gehören.
Die Umlaufbahn des nächstinneren Mondes Oberon ist im Mittel 3,7 Millionen km von Franciscos Orbit entfernt, die Entfernung der Bahn des nächstäußeren Mondes Caliban beträgt im Mittel etwa 4 Millionen km.
Francisco umläuft Uranus in rund 266 Tagen und 14 Stunden beziehungsweise rund 0,75 Erdjahren. Francisco benötigt für einen Umlauf um Uranus länger als der Planet Venus um die Sonne.

## Physikalische Eigenschaften
Francisco hat einen Durchmesser von geschätzten 22 km, beruhend auf dem für ihn angenommenen Rückstrahlvermögen von 4 %. Die Oberfläche ist damit jedenfalls ausgesprochen dunkel. Seine Dichte wird auf 1,5 g/cm3 geschätzt. Damit dürfte der Mond zum überwiegenden Teil aus Wassereis und silikatischem Gestein zusammengesetzt sein. An seiner Oberfläche beträgt die Schwerebeschleunigung 0,005 m/s2, dies entspricht etwa 0,5 ‰ der irdischen. Francisco erscheint im Spektrum in grauer Farbe.

## Entstehung
Es wird angenommen, dass Francisco ein eingefangenes Objekt des Kuipergürtels ist und nicht in der Akkretionsscheibe, die das Uranussystem formte, entstanden ist. Es ist denkbar, dass der Mond von einem Kuipergürtelobjekt zunächst zu einem Zentauren wurde und daraufhin durch Uranus eingefangen wurde. Der exakte Einfangmechanismus ist nicht bekannt, doch das Einfangen eines Mondes benötigt die Dissipation von Energie. Die Hypothesen reichen von Einzug von Gas der protoplanetaren Scheibe, Interaktionen im Rahmen des Mehrkörperproblems und Einfang durch die stark anwachsende Masse von Uranus. Die orbitalen Parameter weisen darauf hin, dass Francisco zu derselben dynamischen Gruppe wie Caliban und Stephano gehört und diese Monde daher wahrscheinlich einen gemeinsamen Ursprung haben.